# La Femme qui croyait être Présidente des États-Unis
La Femme qui croyait être Présidente des États-Unis (Originaltitel: A Mulher que Acreditava Ser Presidente dos Estados Unidos da América, Portugiesisch für: „Die Frau, die glaubte, Präsident der USA zu sein“) ist eine groteske Tragikomödie des portugiesischen Regisseurs João Botelho aus dem Jahr 2003. Im Film werden alle Rollen von Frauen gespielt.

## Inhalt
In der Rua Washington in Lissabon lebt eine Frau, die glaubt, tatsächlich Präsident der Vereinigten Staaten von Amerika zu sein. Ihr von außen kleines Haus kommt ihr im Inneren sehr groß vor, und mit zunehmend realem Glauben an ihre Aufgabe auch groß genug, um das Weiße Haus in der US-amerikanischen Hauptstadt Washington zu sein.
Zu ihrem 37. Geburtstag möchte sie nun eine überbordende Geburtstagsfeier ausrichten, um allen Frauen der Welt einen außergewöhnlichen Tag zu bereiten, aber auch, um ihre Wiederwahl zu sichern. Sie gibt den wichtigsten Medienvertretern Interviews, begibt sich in Schönheitsbehandlungen, trifft Entscheidungen weltweiten Ausmaßes und diskutiert mit ihrer alten Mutter, während sie ihren zahllosen weiblichen Haushaltshilfen und ihr politisch ergebenen Frauen unentwegt Anweisungen gibt. Bis sie ihrer Staatssekretärin schließlich erstaunliche Geständnisse macht.

## Rezeption
Nach einer Vorpremiere am 13. März 2003 im Centro Cultural de Belém feierte der Film am 21. März 2003 in Portugal seinen Kinostart und wurde mit 13.561 Besuchern zumindest ein Achtungserfolg. Er lief auch auf einigen Filmfestivals, darunter am 16. März 2003 bei den Internationalen Filmfestspielen von Cannes.
Der Film erschien 2005 in Portugal bei Atalanta/Madragoa als DVD.